# Repêchage PLC-U Sports
Le Repêchage PLC-U Sports (anglais : CPL—U Sports Draft) la principale séance de repêchage (ou draft) organisé par la Première ligue canadienne et l'U Sports.

## Règlements (2019)

### Participants
- Seulement les étudiants-athlètes de l'U Sports, qui n'ont pas «encore gradué ni consommé toutes leurs années d’admissibilité», sont admissibles dans le repêchage. Les étudiants-athlètes de l'ACSC, de la NCAA, de la NAIA, etc, ne sont pas admissibles. Ils ont néanmoins le choix de s'engager dans une équipe PLC comme des joueurs libres.
- Un étudiant-athlète, qui est sélectionné par une équipe de la PLC, peut choisir entre signer un «contrat de développement» et signer un contrat professionnel. 
  - Ceux qui signent des contrats de développement restent admissibles aux les compétitions de l'U Sports. Ils partent leurs équipes PLC et retournent à leurs équipes universitaires le 15 août.
  - Ceux qui signent des contrats professionnels perdent leur admissibilité aux compétitions de l'U Sports.
- Un étudiant-athlète peut participer à plusieurs repêchages s'il n'a pas «consommé toutes (ses) années d’admissibilité»[2].
  - Depuis 2021, un joueur sélectionné pendant le dernier repêchage a le choix de faire renouveler son contrat de développement, sans avoir besoin de participer à plusieurs repêchages[3].

### Organisation
- Le repêchage est organisé en deux tours[4]. Un tour correspond à un choix de joueur pour chaque équipe de la ligue.
- Pour le repêchage de 2018, un tirage au sort détermine l'ordre de choix du 1er tour[5]. Depuis 2019, le classement final de la saison détermine l'ordre de choix du 1er tour[6].
- L'ordre de choix fut inversé en tour suivant[4],[6]. Cependant, depuis le repêchage de 2022, l’ordre n’est plus inversé[7].
- Les échanges de choix furent interdits. Le premier échange n’a eu lieu que pendant le repêchage de 2024[8].

## Listes des sélectionnés

### 2018
| Tour | Choix | Équipe PLC | Joueur            | Poste | Nationalité             | Équipe universitaire |
| ---- | ----- | ---------- | ----------------- | ----- | ----------------------- | -------------------- |
| 1    | 1     | Calgary    | Gabriel Bitar     | M     | Drapeau du Liban        | Carleton             |
| 1    | 2     | Winnipeg   | Dylan Carreiro    | M     | Drapeau du Canada       | York                 |
| 1    | 3     | Hamilton   | Jace Kotsopoulos  | A     | Drapeau du Canada       | Guelph (en)          |
| 1    | 4     | York       | Daniel Gogarty    | D     | Drapeau du Canada       | York                 |
| 1    | 5     | Halifax    | Peter Schaale     | D     | Drapeau de l'Allemagne  | Cap-Breton (en)      |
| 1    | 6     | Pacific    | Thomas Gardner    | A     | Drapeau du Canada       | Colombie-Britannique |
| 1    | 7     | Edmonton   | Connor James      | G     | Drapeau du Canada       | Alberta              |
| 2    | 8     | Edmonton   | Ajeej Sarkaria    | A     | Drapeau du Canada       | Alberta              |
| 2    | 9     | Pacific    | Zach Verhoven     | A     | Drapeau du Canada       | Colombie-Britannique |
| 2    | 10    | Halifax    | André Bona        | D     | Drapeau de la France    | UQÀM                 |
| 2    | 11    | York       | Emmanuel Zambazis | M     | Drapeau du Canada       | York                 |
| 2    | 12    | Hamilton   | Aboubacar Sissoko | M     | Drapeau du Mali         | Montréal             |
| 2    | 13    | Winnipeg   | Lewis White       | D     | Drapeau de l'Écosse     | Cap-Breton (en)      |
| 2    | 14    | Calgary    | Joel Waterman     | M     | Drapeau du Canada       | Trinity Western (en) |
| 3    | 15    | Calgary    | Easton Ongaro     | A     | Drapeau du Canada       | Alberta              |
| 3    | 16    | Winnipeg   | Jack Simpson      | M     | Drapeau de l'Écosse     | Cap-Breton (en)      |
| 3    | 17    | Hamilton   | Marko Mandekić    | M     | Drapeau du Canada       | Toronto              |
| 3    | 18    | York       | Daniel Pritchard  | D     | Drapeau de l'Angleterre | Cap-Breton (en)      |
| 3    | 19    | Halifax    | Christian Oxner   | G     | Drapeau du Canada       | Saint Mary's         |
| 3    | 20    | Pacific    | Nick Fussell      | M     | Drapeau du Canada       | Colombie-Britannique |
| 3    | 21    | Edmonton   | Noah Cunningham   | D     | Drapeau du Canada       | Alberta              |

- Joueur qui a signé un contrat de développement.
- Joueur qui a signé un contrat professionnel.

### 2019
| Tour | Choix | Équipe PLC | Joueur                        | Poste | Nationalité      | Équipe universitaire |
| ---- | ----- | ---------- | ----------------------------- | ----- | ---------------- | -------------------- |
| 1    | 1     | Halifax    | Cory Bent                     | A     |                  | Cap-Breton (en)      |
| 1    | 2     | Winnipeg   | Marcus Campanile              | M     |                  | Cap-Breton (en)      |
| 1    | 3     | Pacific    | Jan Pirretas Glasmacher       | D     |                  | Thompson Rivers      |
| 1    | 4     | Edmonton   | David Chung                   | M     |                  | Alberta              |
| 1    | 5     | York       | Stefan Karajovanović          | A     |                  | Carleton             |
| 1    | 6     | Calgary    | Gabriel Bitar                 | A     | Drapeau du Liban | Carleton             |
| 1    | 7     | Hamilton   | Gabriel Wiethäuper-Balbinotti | A     |                  | UQTR                 |
| 2    | 8     | Hamilton   | Alex Zis                      | M     |                  | Guelph (en)          |
| 2    | 9     | Calgary    | Moe El Gandour                | A     |                  | Mount Royal          |
| 2    | 10    | York       | Isaiah Johnston               | M     |                  | Cap-Breton (en)      |
| 2    | 11    | Edmonton   | Jacob Bosch                   | A     |                  | Alberta              |
| 2    | 12    | Pacific    | Thomas Gardner                | M     |                  | Colombie-Britannique |
| 2    | 13    | Winnipeg   | Charles Waters                | A     |                  | Cap-Breton (en)      |
| 2    | 14    | Halifax    | Jake Ruby                     | D     |                  | Trinity Western (en) |

- Joueur qui est sélectionné pour la 2e fois.
- Joueur qui a signé un contrat de développement.
- Joueur qui a signé un contrat professionnel.

### 2021
À cause de la Pandémie de Covid-19 et de l’annulation de la saison 2020 de l’U Sports, le repêchage qui suit la saison 2020 de la Première ligue canadienne a lieu le 29 janvier 2021,.
| Tour | Choix | Équipe PLC | Joueur                 | Poste | Nationalité | Équipe universitaire |
| ---- | ----- | ---------- | ---------------------- | ----- | ----------- | -------------------- |
| 1    | 1     | Edmonton   | Thomas Gardner         | M     |             | Colombie-Britannique |
| 1    | 2     | Ottawa     | Christopher Malekos    | D     |             | Carleton             |
| 1    | 3     | Winnipeg   | Yuba-Rayane Yesli      | G     |             | Montréal             |
| 1    | 4     | York       | Christopher Campoli    | M     |             | IUT Ontario (en)     |
| 1    | 5     | Pacific    | Christopher Lee        | D     |             | Colombie-Britannique |
| 1    | 6     | Calgary    | Victor Loturi          | M     |             | Mount Royal          |
| 1    | 7     | Halifax    | Stefan Karajovanović   | A     |             | Carleton             |
| 1    | 8     | Hamilton   | Garven-Michée Metusala | D     |             | Concordia            |
| 2    | 9     | Hamilton   | José da Cunha          | D     |             | Cap-Breton (en)      |
| 2    | 10    | Halifax    | Kareem Sow             | D     |             | Montréal             |
| 2    | 11    | Calgary    | Ethan Keen             | D     |             | Mount Royal          |
| 2    | 12    | Pacific    | Victory Shumbusho      | A     | [ 12 ]      | Colombie-Britannique |
| 2    | 13    | York       | Danial Rafisamii       | M     |             | IUT Ontario (en)     |
| 2    | 14    | Winnipeg   | Tony Mikhael           | D     | [ 13 ]      | Carleton             |
| 2    | 15    | Ottawa     | Reggie Laryea          | D     |             | York                 |
| 2    | 16    | Edmonton   | Jackson Farmer         | D     |             | Colombie-Britannique |

- Joueur qui est sélectionné pour la 2e fois.
- Joueur qui a signé un contrat de développement.
- Joueur qui a signé un contrat professionnel.

### 2022
| Tour | Choix | Équipe PLC | Joueur              | Poste | Nationalité          | Équipe universitaire |
| ---- | ----- | ---------- | ------------------- | ----- | -------------------- | -------------------- |
| 1    | 1     | Ottawa     | José da Cunha       | D/M   | Drapeau du Portugal  | Cap-Breton           |
| 1    | 2     | Edmonton   | Kairo Coore         | A     | Drapeau du Canada    | Cap-Breton           |
| 1    | 3     | Halifax    | Christopher Campoli | M     | Drapeau du Canada    | IUT Ontario          |
| 1    | 4     | Winnipeg   | Raine Lyn           | M     | Drapeau du Canada    | Cap-Breton           |
| 1    | 5     | York       | Christian Rossi     | M     | Drapeau du Canada    | Trinity Western      |
| 1    | 6     | Calgary    | Caden Rogozinski    | D     | Drapeau du Canada    | Mount Royal          |
| 1    | 7     | Hamilton   | Guillaume Pianelli  | D     | Drapeau de la France | UQTR                 |
| 1    | 8     | Pacific    | Luca Ricci          | M     | Drapeau du Canada    | Montréal             |
| 2    | 9     | Ottawa     | Julien Bruce        | A     | Drapeau de la France | Montréal             |
| 2    | 10    | Edmonton   | Quentin Paumier     | A     | Drapeau de la France | Montréal             |
| 2    | 11    | Halifax    | Colin Gander        | D     | Drapeau du Canada    | Guelph               |
| 2    | 12    | Winnipeg   | Jacob Carlos        | M     | Drapeau du Canada    | UMT                  |
| 2    | 13    | York       | Soji Olatoye        | F     | Drapeau du Canada    | York                 |
| 2    | 14    | Calgary    | Markus Kaiser       | M     | Drapeau du Canada    | UCB                  |
| 2    | 15    | Hamilton   | Mohamed Alshakman   | M     | Drapeau du Canada    | McMaster             |
| 2    | 16    | Pacific    | Rees Goertzen       | D     | Drapeau du Canada    | Victoria             |

### 2023
| Tour | Choix | Équipe PLC | Joueur              | Poste | Nationalité          | Équipe universitaire |
| ---- | ----- | ---------- | ------------------- | ----- | -------------------- | -------------------- |
| 1    | 1     | Vancouver  | Anthony White       | D     | Drapeau du Canada    | Toronto              |
| 1    | 2     | Vancouver  | Ameer Kinani        | A     | Drapeau de l'Irak    | UMT                  |
| 1    | 3     | Halifax    | Anthony Stolar      | D     | Drapeau du Canada    | Cap-Breton           |
| 1    | 4     | York       | Christopher Campoli | M     | Drapeau du Canada    | IUT Ontario (en)     |
| 1    | 5     | Winnipeg   | Guillaume Pianelli  | D     | Drapeau de la France | UQTR                 |
| 1    | 6     | Pacific    | Eric Lajeunesse     | D     | Drapeau du Canada    | UCB                  |
| 1    | 7     | Calgary    | William Omoreniye   | D     | Drapeau du Canada    | Calgary              |
| 1    | 8     | Ottawa     | Junior Agyekum      | M     | Drapeau du Canada    | Thompson Rivers      |
| 1    | 9     | Hamilton   | Miles Green         | M     | Drapeau du Canada    | McMaster             |
| 2    | 10    | Halifax    | Aiden Rushenas      | G     | Drapeau du Canada    | Dalhousie            |
| 2    | 11    | York       | Trivine Esprit      | M     | Drapeau du Canada    | IUT Ontario (en)     |
| 2    | 12    | Winnipeg   | Samuel LaPlante     | D     | Drapeau du Canada    | UQTR                 |
| 2    | 13    | Pacific    | Brandon Torresan    | M     | Drapeau du Canada    | Trinity Western      |
| 2    | 14    | Calgary    | Eryk Kobza          | D     | Drapeau du Canada    | Calgary              |
| 2    | 15    | Ottawa     | Mohamed Bouzidi     | A     | Drapeau du Canada    | Carleton             |
| 2    | 16    | Hamilton   | Milo Đuričić        | D     | Drapeau du Canada    | York                 |

- Joueur qui est sélectionné pour la 2e fois.
- Joueur qui a signé un contrat de développement.
- Joueur qui a signé un contrat professionnel.

### 2024
| Tour | Choix | Équipe PLC | Joueur                | Poste | Nationalité             | Équipe universitaire |
| ---- | ----- | ---------- | --------------------- | ----- | ----------------------- | -------------------- |
| 1    | 1     | Winnipeg   | Owen Sheppard         | A     | Drapeau du Canada       | Cap-Breton           |
| 1    | 2     | Vancouver  | Luke Norman           | M     | Drapeau du Canada       | UCB                  |
| 1    | 3     | Ottawa     | Luca Piccioli         | M     | Drapeau du Canada       | Carleton             |
| 1    | 4     | York       | Christian Zeppieri    | M     | Drapeau du Canada       | York                 |
| 1    | 5     | Halifax    | Daniel Clarke         | G     | Drapeau de l'Angleterre | Cap-Breton           |
| 1    | 6     | Pacific    | Michael Maslanka      | A     | Drapeau du Canada       | Toronto              |
| 1    | 7     | Calgary    | Caden Rogozinski      | D     | Drapeau du Canada       | Mount Royal          |
| 1    | 8     | Hamilton   | Mouhamed N’diaye      | M     | Drapeau du Canada       | UQTR                 |
| 2    | 9     | Winnipeg   | Gianfranco Facchineri | D     | Drapeau du Canada       | Windsor              |
| 2    | 10    | Calgary    | Rodane Cato           | M     | Drapeau du Canada       | Alberta              |
| 2    | 11    | Ottawa     | Samuel LaPlante       | D     | Drapeau du Canada       | UQTR                 |
| 2    | 12    | York       | Jason Hartill         | M     | Drapeau du Canada       | Cap-Breton           |
| 2    | 13    | Halifax    | Max Bodurtha          | M     | Drapeau du Canada       | St.-Francis-Xavier   |
| 2    | 14    | Pacific    | Ibrahem Saadi         | D     | Drapeau du Canada       | Western              |
| 2    | 15    | Vancouver  | Thomas Powell         | D     | Drapeau du Canada       | Trinity Western      |
| 2    | 16    | Hamilton   | Amadou Koné           | M     | Drapeau du Canada       | Carleton             |

- Joueur qui est sélectionné pour la 2e fois.

### Renouvellement des contrats de développement
Ces joueurs ont fait renouveler leurs contrats de développement :
| Année de sélection | Équipe PLC | Joueur                        | Poste | Nationalité | Équipe universitaire | Année de renouvellement |
| ------------------ | ---------- | ----------------------------- | ----- | ----------- | -------------------- | ----------------------- |
| 2019               | Hamilton   | Gabriel Wiethäuper-Balbinotti | A     |             | UQTR                 | 2020                    |
| 2019               | Halifax    | Jake Ruby                     | D     |             | Trinity Western (en) | 2020                    |